# Salmijärvi (Gällivare socken, Lappland, 749526-173511)
Salmijärvi är en sjö i Gällivare kommun i Lappland och ingår i Kalixälvens huvudavrinningsområde. Sjön har en area på 0,358 kvadratkilometer och ligger 361,2 meter över havet. Salmijärvi ligger i Torne och Kalix älvsystem Natura 2000-område. Sjön avvattnas av vattendraget Salmijoki.

## Delavrinningsområde
Salmijärvi ingår i det delavrinningsområde (749408-173590) som SMHI kallar för Mynnar i Lintujoki. Medelhöjden är 390 meter över havet och ytan är 11,53 kvadratkilometer. Det finns inga avrinningsområden uppströms utan avrinningsområdet är högsta punkten. Salmijoki som avvattnar avrinningsområdet har biflödesordning 3, vilket innebär att vattnet flödar genom totalt 3 vattendrag innan det når havet efter 267 kilometer. Avrinningsområdet består mestadels av skog (92 procent). Avrinningsområdet har 0,57 kvadratkilometer vattenytor vilket ger det en sjöprocent på 5 procent.